# Sauerlandhütte (Neuastenberg)
Die Sauerlandhütte, auch Elberfelder Sauerlandhütte, ist eine Schutzhütte der Sektion Wuppertal des Deutschen Alpenvereins (DAV). Sie liegt im Rothaargebirge in Deutschland. Es handelt sich um eine Selbstversorgerhütte. Sie ist ganzjährig geöffnet.

## Geschichte
Die Sektion Bergisches Land wurde am 15. Januar 1891 in Barmen als Sektion Bergisches Land des Deutschen und Österreichischen Alpenvereins (DuOeAV) gegründet. Am 25. November 1896 spalteten sich Mitglieder der Sektion Bergisches Land ab und gründeten die Sektion Barmen. 1910 wurde die Sektion Bergisches Land in Sektion Elberfeld umbenannt. Im Sommer 2005 nannte sich die Sektion Elberfeld in Sektion Wuppertal um. Mit Datum vom 26. August 2021 haben sich die beiden Sektionen des Deutschen Alpenvereins Barmen und Wuppertal zur Sektion Wuppertal des DAV zusammengeschlossen.
Eine Suche nach einer Hütte im Jahr 1950 in Willingen scheiterte an finanziellen Voraussetzungen. Im Jahr 1952 sicherte der Sektion ein Ehrenmitglied auf eigenes Risiko ein Grundstück an der Grenze zwischen den Gemeinden Neuastenberg und Langewiese. Mühsam wurde das Material für die Hütte herangeschafft. Schon am 22. Juni 1952 nahm die Sektion feierlich Besitz vom eigenen Haus. Ganz in der Nähe befindet sich das DAV-Haus Astenberg der Sektion Wuppertal.

## Lage
Die Sauerlandhütte befindet sich in Neuastenberg, es ist ein Stadtteil von Winterberg im Hochsauerlandkreis.

## Zustieg
Es existiert ein Parkplatz am Haus.

## Hütten in der Nähe
- Hagener Hütte am Ettelsberg, Selbstversorgerhütte, Rothaargebirge, (776 m ü. NHN)
- Hochsauerlandhaus, Selbstversorgerhütte, Rothaargebirge, (620 m ü. NHN)
- DAV-Haus Astenberg, bewirtschaftete Hütte, Rothaargebirge, (773 m ü. NHN)[6]

## Tourenmöglichkeiten
- Von Neuastenberg über den Rothaarsteig zum Albrechtsplatz- und Berg und auf der anderen Lenneseite zurück, Wanderung, Sauerland, 21,2 km, 5,2 Std.
- Kahler Asten und Odeborn – Über Grenzen gehen, Start in Winterberg-Neuastenberg, Themenweg, Sauerland, 13,9 km, 4,5 Std.
- Neuastenberg – Kahler Asten und zurück – Rundtour, Wanderung, Sauerland, 11,6 km, 2,5 Std.
- Von Langewiese nach Hoheleye, Wanderung, Sauerland, 7,9 km, 2,1 Std.
- Eine „ganz natürliche“ Rallye durch Neuastenberg, Themenweg, Sauerland, 2,7 km, 0,5 Std.
- Bärenberg-Weg (N4) Start: Winterberg-Neuastenberg, Wanderung, Sauerland, 10,3 km, 3 Std.[7]

## Klettermöglichkeiten
- Klettern in Neuastenberg.[8]
- Klettern im Sauerland.[9]
- Klettergebiete im Sauerland.[10]

## Skifahren
- Verbindungsloipe: Lennetal-Hoher Knochen, Langlauf, Sauerland, 0,5 km, 0,1 Std.
- Skiliftkarussell Winterberg.[11]
- Skigebiete im Sauerland.[12]
- Wintersport-Arena Sauerland.[13]

## Karten
- Winterberg: Wanderkarte / Wandelkaart mit Ausflugszielen, Einkehr- & Freizeittipps, wetterfest, reißfest, abwischbar, GPS-genau. 1:25.000 Deutsch-Niederländisch (Wanderkarte: WK) Landkarte – Gefaltete Karte. ISBN 978-3-7473-0655-0
- Kompass Karten Sauerland 1, Hochsauerland, Arnsberger Wald: 4in1 Wanderkarte 1:50.000 mit Aktiv Guide und Detailkarten inklusive Karte zur offline (KOMPASS-Wanderkarten, Band 841) Landkarte – Gefaltete Karte ISBN 978-3-99044-706-2
- Rothaarsteig, Brilon – Dillenburg: Leporello Wanderkarte mit Ausflugszielen, Einkehr- & Freizeittipps und Zugangswegen, GPS-genau. 1:25.000 (Leporello Wanderkarte: LEP-WK) Landkarte – Gefaltete Karte ISBN 978-3-89920-438-4